# コンプリート☆キッズ
コンプリート☆キッズは、俳優、女優、アクション俳優、アクション女優の育成、プロデュースをする芸能プロダクションである。1997年設立。代表者は佳本周也。
WTテコンドー「蹴龍（ドラゴンキッカー）」演武団体としても活動している。

## 業務
- 俳優、女優の育成プロデュース。
- 俳優、女優、タレント等のジャンルの所属者のマネジメント。
- モデル・派遣・プロダクション業務。

## 特徴
- １人１人の個性を活かし個々に合った育成方法で指導している。
- アクション俳優・女優の育成に力を入れている。と同時に俳優・女優にも特技としてアクションを指導している。
- 芝居にアツク、アクションも芝居というスタンスで、個性的な俳優・女優たちが多く所属している。

## 所属タレント・文化人
- 佳本周也（ACTOR＆DIRECTOR）
- みろ（ACTIONACTRESS & ACTION DIRECTOR）
- 奈之未夜（ACTION ACTRESS & DIRECTOR）
- 留川真帆（ACTRESS & 音楽クリエイター）
- 亜連（ACTION・ACTOR）
- 後藤啓吾（ACTOR）
- 国広徳之（ACTION・ACTOR）
- 大里祐貴（ACTION・ACTOR）
- 藤田佳秀（ACTOR）
- 佐々木リオ（ACTION ACTRESS）

## 過去に所属していたタレント
- 渡名喜忠信
- 安田郁雄（格闘家）
- 平田了三
- 長谷川ティティ